# Zespół fabryczny Van Nelle
Zespół fabryczny Van Nelle – dawny zakład przetwórstwa i pakowania żywności zlokalizowany w Rotterdamie. Budynki zostały zaprojektowane przez holenderskiego architekta – Leenderta van der Vlugta, a proces budowy trwał 6 lat (1925–1931). Fabryki odpowiadały za przetwarzanie i pakowanie kawy, herbaty, tytoniu, papierosów oraz gum do żucia.
W 2014 roku zespół fabryczny Van Nelle został wpisany na listę światowego dziedzictwa UNESCO.